# 莲子草
莲子草（学名：Alternanthera sessilis）为苋科莲子草属的植物。分布于越南、印度、台湾、马来西亚、菲律宾、缅甸以及中国大陆的湖北、四川、安徽、福建、贵州、江苏、广东、浙江、江西、湖南、广西、云南等地，生长于海拔300米至2,100米的地区，见于田边、村庄附近的草坡、沼泽、水沟以及海边潮湿处，目前尚未由人工引种栽培。

## 别名
满天星（植物名实图考） 虾钳菜、白花仔、节节花（广州） 蟛蜞菊、水牛膝（四川）

## 异名
- Alternanthera nodiflora R. Br.

## 延伸阅读
[在维基数据编辑]
 《植物名實圖考·滿天星》，出自吳其濬《植物名實圖考》